# Rotskunst van Alta
De rotskunst van Alta (eigenlijk van Jiepmaluokta) behoort tot het Werelderfgoed. Het betreft een groot aantal rotstekeningen (petrogliefen) die zich bevinden even ten zuiden van de stad Alta in het noorden van Noorwegen.
De rotstekeningen, men vermoedt dat het er zo'n 5000 stuks zijn, zijn in 1972 ontdekt. De rotstekeningen zijn verspreid over 60 groepen.
Opvallend zijn de voorstellingen van de hekken die werden gebruikt (en nog worden gebruikt) om rendieren te drijven en te vangen. Dit is een bewijs dat deze techniek ten minste 5300 tot 6000 jaar geleden werd gebruikt.
De oudste afbeeldingen zijn 6300 jaar oud, de jongste zijn van het begin van onze jaartelling.
De afbeeldingen zijn eenvoudige figuren van elanden, rendieren, ganzen, vissen (onder andere een tarbot), boten (soms met vissers, te herkennen aan het net) en mensfiguren. Ondanks de eenvoud zijn de dieren duidelijk als zodanig te herkennen. Mooi is bijvoorbeeld de eland met daarin een kleiner dier afgebeeld, het nog ongeboren jong.
De afbeeldingen zijn op bepaalde plaatsen met twee stenen of een steen met geweideel in de harde rots geslagen en vormen een aaneengeschakelde rij putjes van slechts enkele millimeters diep. Om ze goed zichtbaar te maken zijn ze door de onderzoekers rood geverfd.

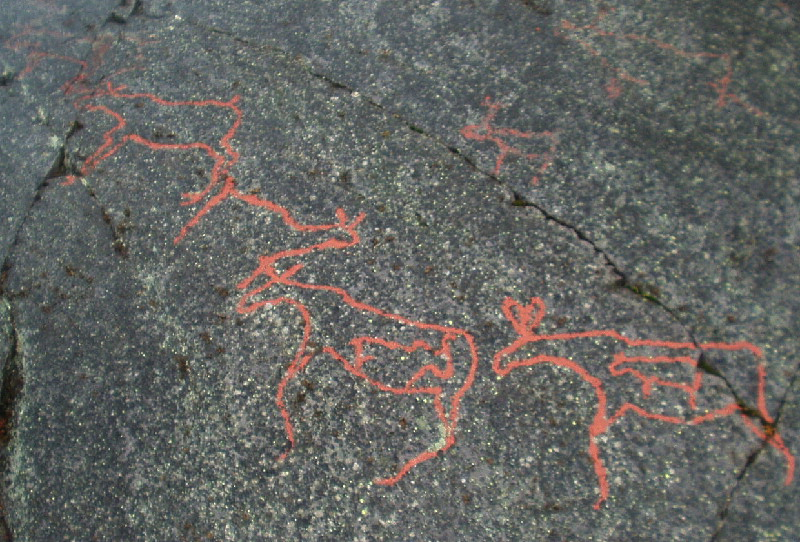
Rotstekening van elanden met ongeboren jongen

## Alta Museum
In 1991 opende een museum en bezoekerscentrum in de buurt van de rotstekeningen over de geschiedenis van de omgeving. Het Alta Museum is het meest bezochte museum van Noord-Noorwegen en ontvangt in de zomer dagelijks 1000 mensen per dag. In 1993 werd het uitgeroepen tot het Europees museum van het jaar.